# Cementerio judío

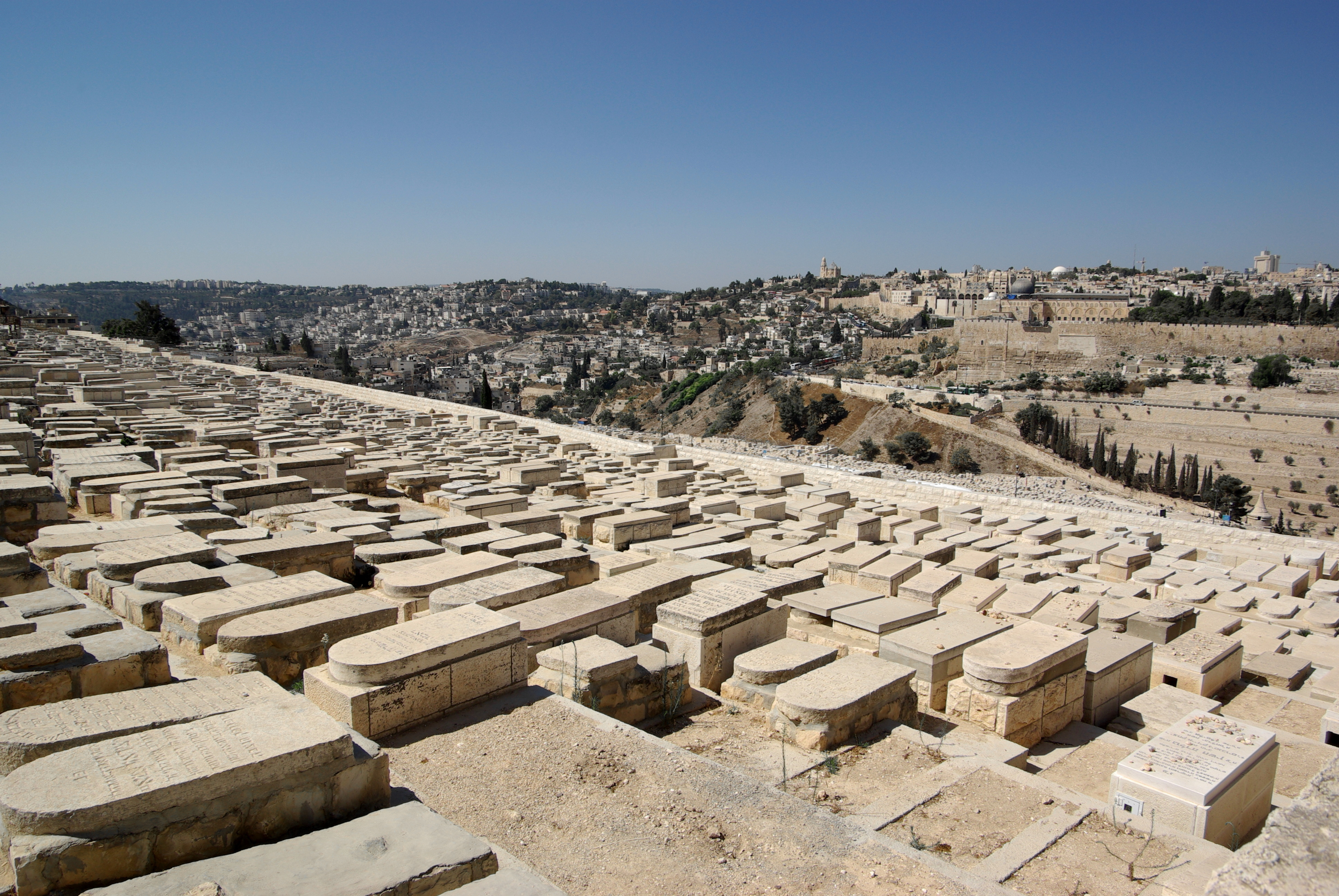
Cementerio judío del Monte de los Olivos, Jerusalén.

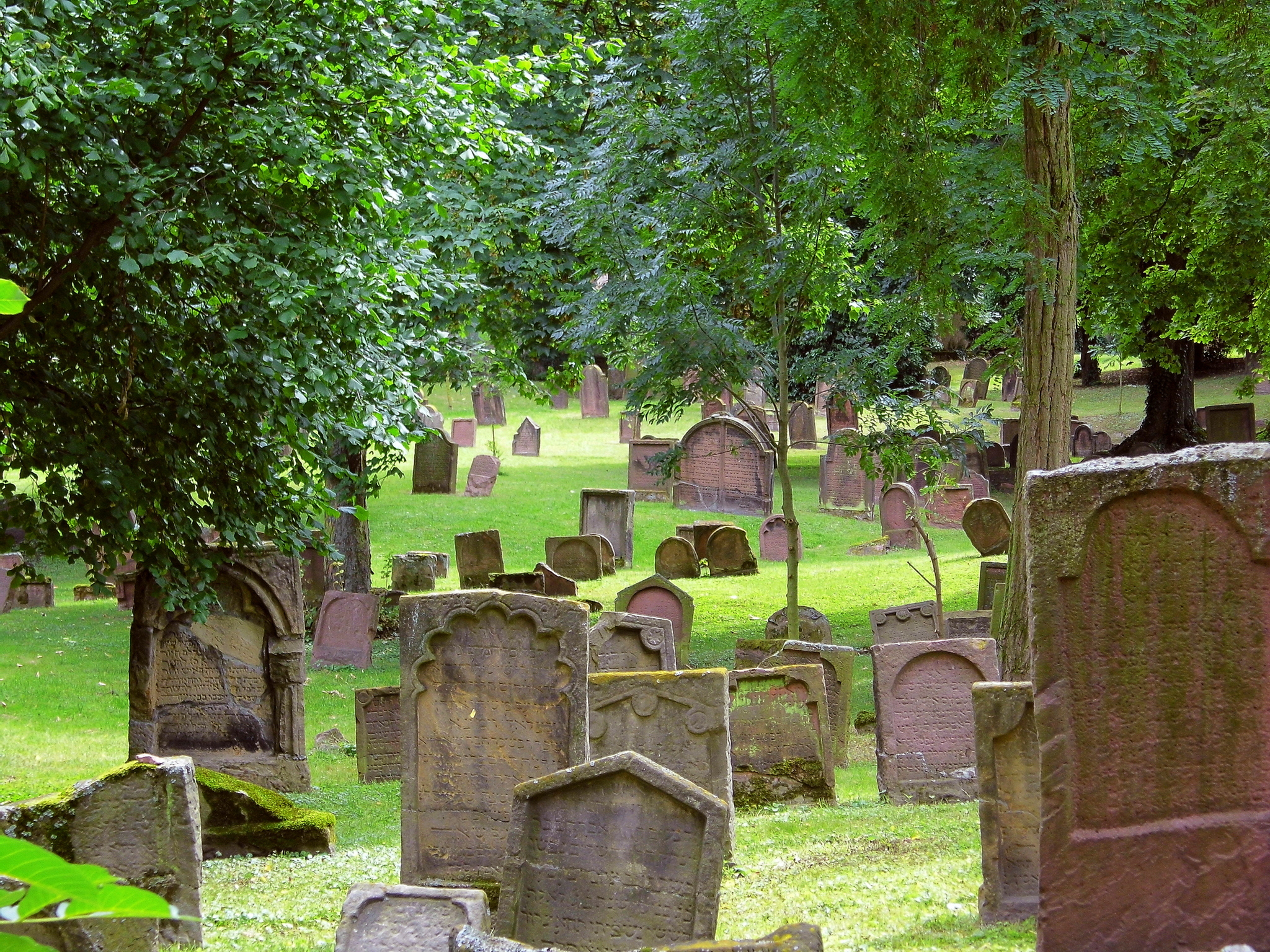
Cementerio judío de Worms, Alemania.

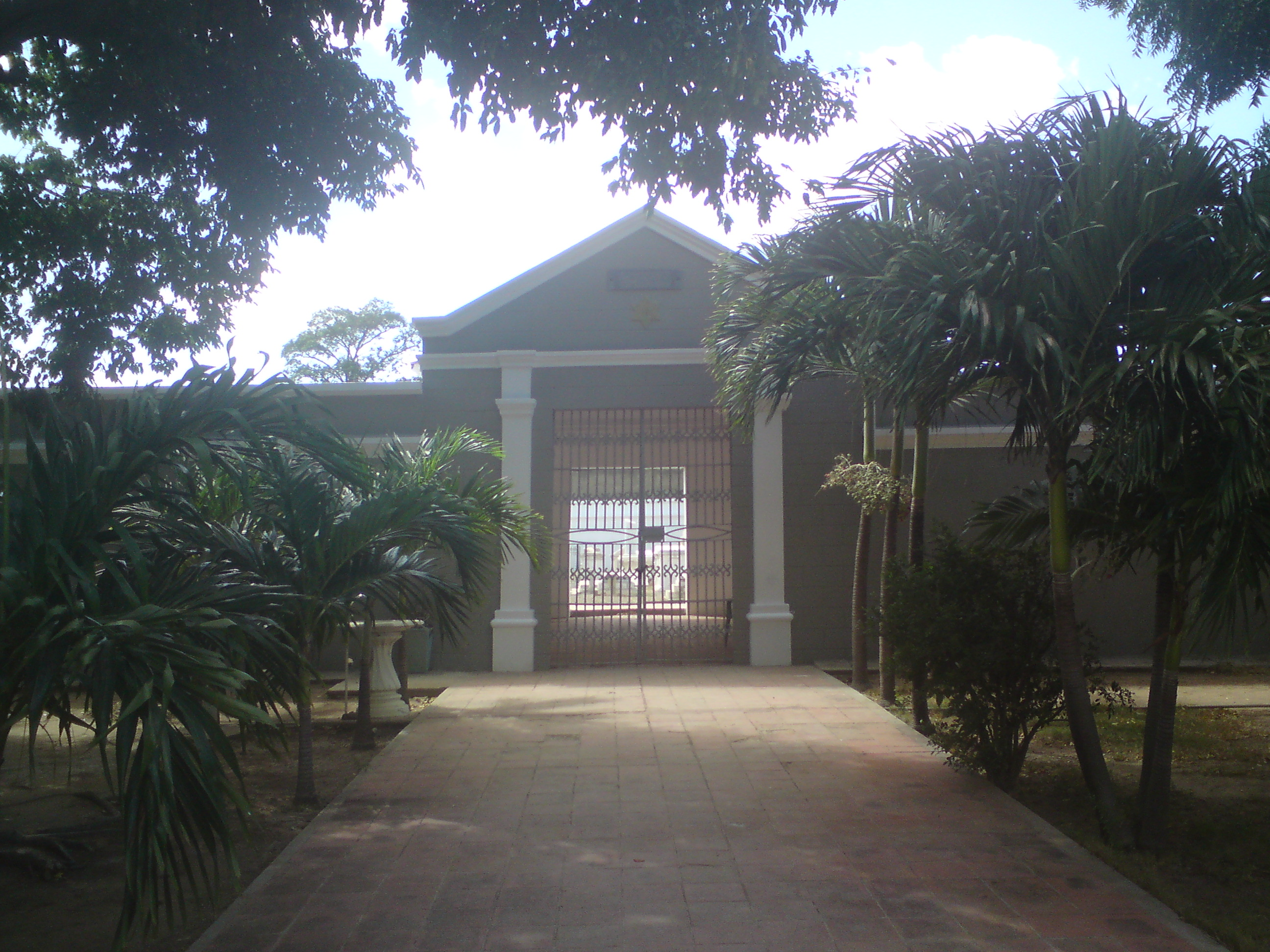
Fachada del Cementerio Judío de Coro, Venezuela.

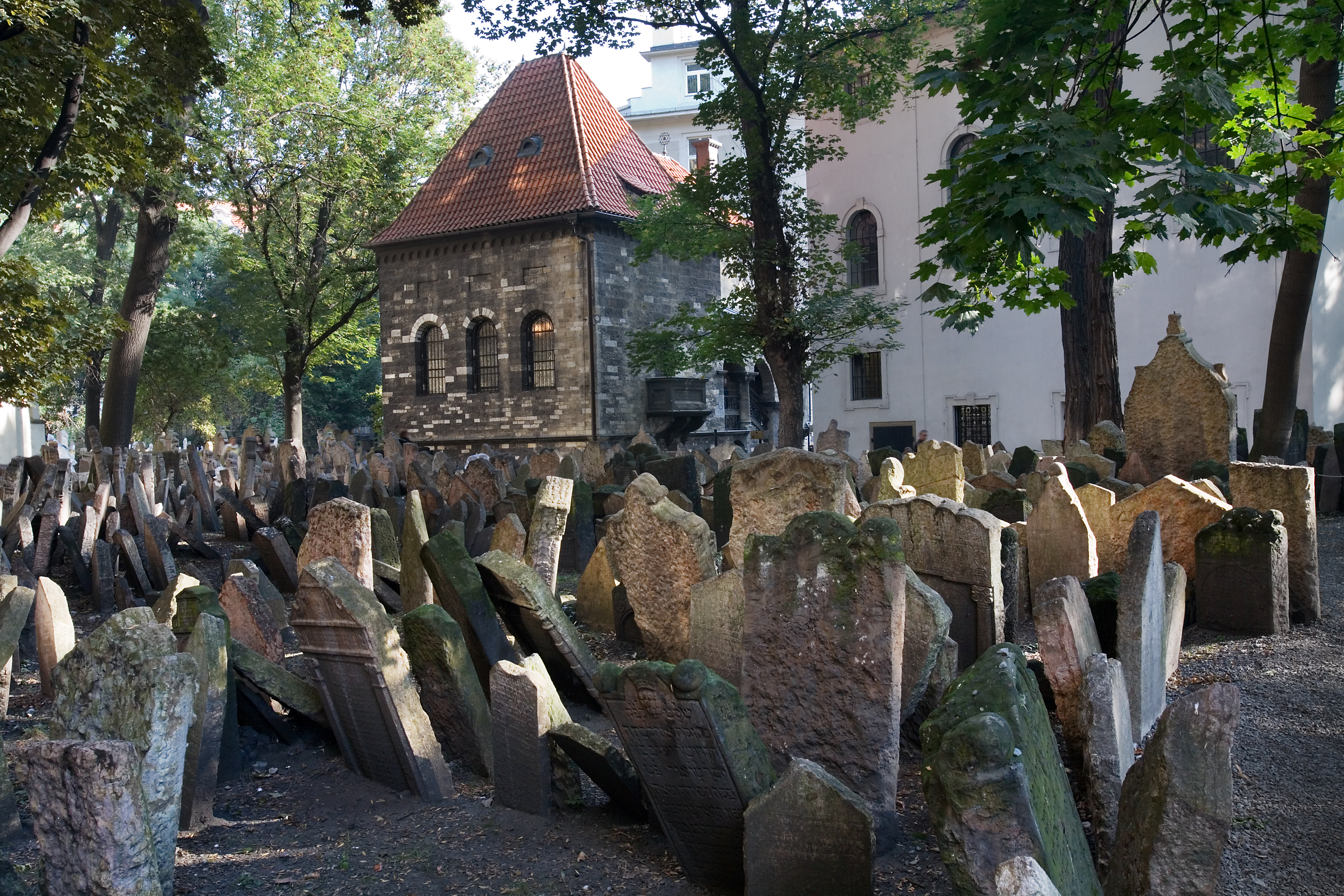
Antiguo Cementerio Judío de Praga, República Checa.

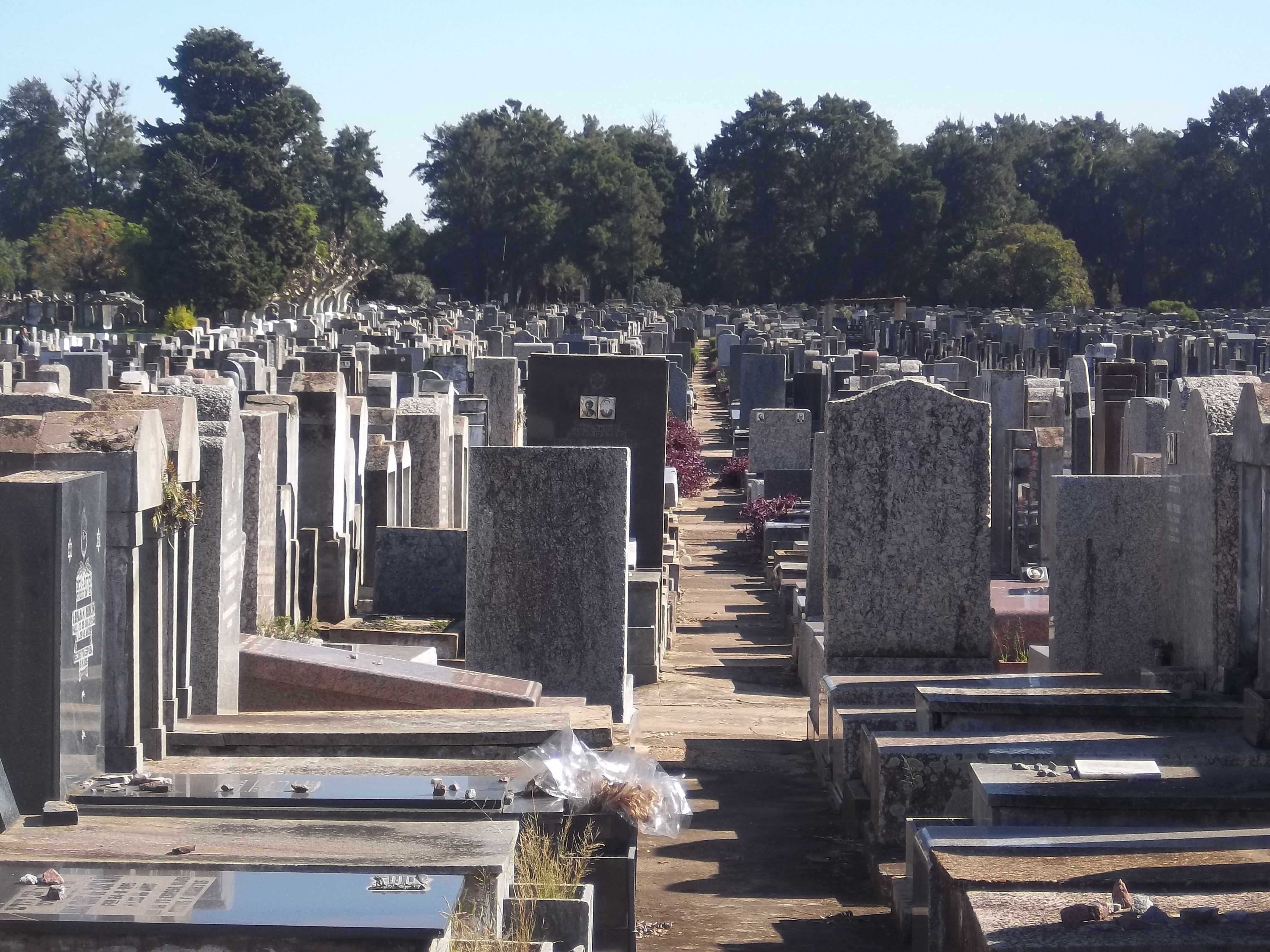
Cementerio Israelita de La Tablada, Argentina.

Un cementerio judío, también denominado cementerio israelita, es un cementerio destinado para sepultar a personas que profesan el judaísmo de acuerdo a lo estipulado por la tradición judía. Históricamente los cementerios han sido referenciados de distintas formas en el idioma hebreo, entre ellos se mencionan bet kevarot (בית קברות, casa de tumbas), beit almin o bet olam (casa de la eternidad), la bet chayyim (casa de la vida [eterna]) y bet shalom (casa de la paz).
La tierra del cementerio es considerada santa y se debe realizar una ceremonia especial a partir de su inauguración. De acuerdo a la tradición judía, las sepulturas son sitios sagrados y deben permanecer inalterados a perpetuidad. El establecimiento de un cementerio es una de las primeras prioridades para una comunidad judía. La compra del terreno y el mantenimiento para su funcionamiento es generalmente financiado mediante un fondo común de la colectividad residente en la zona donde se ubica cada cementerio. Toda persona de sexo masculino, independiente si profesa la religión judía o no, debe cubrir su cabeza, normalmente con una kipá y preferentemente de color negro, al ingresar a cualquier cementerio judío.
El respeto a los muertos (kevod ha-Met) es algo intrínseco en la ley judía. La conexión entre el alma y el cuerpo humano después de la muerte es un aspecto esencial en el credo judío sobre la eternidad del alma. Por lo tanto, está prohibido el desentierro de un muerto, así como también obtener cualquier beneficio de él o de una sepultura judía, o cualquier acto que pueda ser considerado como "ridiculización de los desamparados" (l’oeg l’rash), como emitir comentarios despectivos hacia el fallecido o en tono irónico. También se encuentra prohibido realizar cualquier actividad de los placeres o necesidades de la vida, como comer, fumar o beber alcohol, en presencia de un fallecido o de su tumba.

## Historia
Al comienzo los cementerios judíos se ubicaban frecuentemente a las afueras de cada ciudad o al interior de una judería. Para los judíos en diáspora, es normal sepultar al difunto con los pies en dirección a Jerusalén. Las lápidas suelen tener inscripciones en hebreo y en la lengua regional o materna del difunto. Durante el régimen de la Alemania nazi, los cementerios judíos de toda Europa fueron destruidos o profanados, especialmente en los países y territorios ocupados.
Los cementerios más grandes, por extensión y por número de sepulturas, se pueden encontrar en Polonia, Hungría, Alemania, República Checa, Austria e Israel. Los cementerios judíos más antiguos de Europa que se mantienen en la actualidad, de acuerdo a la tumba registrada más antigua, son el Cementerio judío de Worms, en Alemania (fundado en 1058/59) y el Antiguo Cementerio Judío de Praga, en la República Checa (fundado en 1439). Mientras que el Cementerio judío del Monte de los Olivos de Jerusalén es el más antiguo de la ciudad y uno de los más importantes de Israel.
Recientemente se ha estudiado un cementerio judío del siglo XII en la ciudad española de Toledo, donde las 107 tumbas, individuales, y con una profundidad de entre 2,5 y 3 metros, estaban compuestas por una estructura hueca recubierta con ladrillos, terminadas en bóveda de cañón. Este característico tipo de tumba se denomina de lucillo.
El cementerio judío más antiguo en uso continuo de las Américas es el Cementerio Judío de Coro, en Venezuela, fundado en 1832 por la comunidad sefardita.
El cementerio judío más antiguo de la ciudad de Miami, Florida es el Mount Nebo ubicado al Sur del Miami International Airport; lugar sagrado y landmark de la ciudad por su invaluable valor histórico y cultural.

## International Jewish Cemetery Project
La International Jewish Cemetery Project (IAJGS, Proyecto de los Cementerios Judíos en español) es una organización internacional encargada de documentar todos los sitios donde se encuentren tumbas judías en el mundo.
De acuerdo a sus registros, en América Latina la mayor cantidad de "lugares de entierro judíos" se encuentran en Argentina (106) y Brasil (31). Argentina, seguido de Brasil, son los dos países con mayor población judía en América Latina.